# Mighty Wanderers FC
El Mighty Wanderers es un equipo de fútbol de Malaui que juega en la Super Liga de Malaui, la liga de fútbol más importante del país.

## Historia
Fue fundado en el año 1962 en la ciudad de Blantyre y es uno de los equipos más grandes y exitosos de Malaui. Es poseedor de 6 títulos de liga y 7 diversos torneos de copa domésticos y cuentan con una rivalidad fuerte con el Bullets FC. Es un equipo que ha llevado varios nombres durante su historia, como Limbe Leaf Wanderers (hasta 1997), Telecom Wanderers hasta la temporada 2011, MTL Wanderers y desde 2015 Be Forward Wanderers.
A nivel internacional ha participado en 6 torneos continentales, 2 como Limbe Leaf Wanderers y los otros 3 como Telecom Wanderers, donde en ninguno de ellos ha avanzado más allá de la Primera Ronda.

## Palmarés
- Super Liga de Malaui: 6

1990, 1995, 1997, 1998, 2006, 2017
- Copa de Malaui: 3

2005, 2012, 2013
- Copa Super 8: 1

2004
- Copa Carlsberg de Malaui:1

1999
- Charity Shield de Malaui: 2

2004, 2006
- Copa Bingu: 1

2008

## Participación en competiciones de la CAF
| Temporada | Torneo                            | Ronda      | Club                 | Casa | Visita | Global      |
| --------- | --------------------------------- | ---------- | -------------------- | ---- | ------ | ----------- |
| 1977      | Copa Africana de Clubes Campeones | 1          | Gor Mahia FC         | 1-2  | 2-1    | 3-3 (3-5 p) |
| 1997      | Liga de Campeones de la CAF       | Preliminar | Roma Rovers          | 1-0  | 1-5    | 2-5         |
| 1998      | Liga de Campeones de la CAF       | Preliminar | BDF XI               | 3-0  | 1-1    | 4-1         |
| 1998      | Liga de Campeones de la CAF       | 1          | Dynamos FC           | 1-2  | 1-2    | 2-4         |
| 1999      | Liga de Campeones de la CAF       | Preliminar | Scouts Club          | 0-1  | 3-1    | 3-2         |
| 1999      | Liga de Campeones de la CAF       | 1          | Mamelodi Sundowns FC | 1-2  | 0-3    | 1-5         |
| 2000      | Recopa Africana                   | 1          | Coffee FC            | 2-1  | 0-3    | 2-4         |
| 2018      | Liga de Campeones de la CAF       | Preliminar | AS Vita Club         | 1-2  | 0-4    | 1-6         |

## Jugadores

### Jugadores destacados
| - John Banda - Jack Chamangwana - Allan Kamanga - Joseph Kamwendo - Albert Mpinganjira - Bob Mpinganjira | - Walter Nyamilandu - Yasin Osman - James Sangala - Hudge Tambala - McDonald Yobe - Sandros Kumwenda |